# Jacobus de Baen
Jacobus de Baen (ook Jacob Jansz. de Baen en Bentnaam Gladiator) (Den Haag, 1673 - Wenen, 1700), was een Nederlands schilder van historiestukken en portretten uit de Gouden Eeuw.

## Levensloop
De Baen was de zoon van de bekende portretschilder Jan de Baen bij wie hij ook in de leer ging.  Hij studeerde voorts aan de tekenacademie van Den Haag van 1684 tot 1692. In 1692 reisde hij via Londen en Frankrijk naar Italië. In Rome werkte hij als portretschilder. Hier werd hij lid van de Bentvueghels, een vereniging van voornamelijk Vlaamse, Brabantse en Hollandse kunstenaars actief in Rome, onder de bijnaam (de zogenaamde bentnaam) 'Gladiator'. Hij zou in 1693 naar Londen meegereisd zijn met het gevolg van Willem III. Rond 1695 was hij actief in Florence. Hij was in Wenen in 1700, waar hij op 27-jarige leeftijd overleed.  Volgens de biograaf Arnold Houbraken was zijn vader Jan de Baen gebroken door de dood van zijn zoon en stierf amper twee jaar later van verdriet.
Volgens Jan van Gool, die in 1750 een biografie van Jacobus de Baen opnam in zijn "Nieuwe Schouburg", gaf Jacobus de Baen meer geld uit dan hij verdiende toen hij bij de Bentvueghels was, en verhoogde zijn productiviteit toen hij Rome verliet. Zijn te vroege dood belette hem een groter schilder dan zijn vader te worden.